# 釋法全
釋法全（1114年—1169年），字無庵，崑山（今中國安徽省蕪湖市無為縣崑山鎮）陳氏子，為南宋平江靜濟寺沙門，禪宗六祖惠能大鑑禪師下第十七世孫，禪門高僧。

## 生平
法全法師生來性格溫和淳正，德品不凡，幼年時懇請父母允命依東齋寺道川禪師出家為僧，出家後精勤參悟生死大事，一日行經靜濟寺大殿前，頭無意間撞上樑柱，忽然大悟，身旁的人見他身上晃然光彩飛動，卻不自知。從此以後，法師遍參名山道場，參慶元府育王山佛智端裕師接承為其法嗣。
初住持安吉道場寺，後遷平江靜濟寺，於南宋孝宗乾道五年（1169年）七月二十五日，法全禪師將示寂時，弟子們求禪師留偈遺世，禪師瞪目下視不發一言，弟子不悟，眾又再請，法全禪師提筆寫下「無無」二字，便生死自由，坐化而逝，闍維  後得五色舍利，供塔於金斗峰。

## 法嗣

### 師長
- 釋道川
- 佛智端裕

### 弟子
- 伊菴有權